# Lucy McKenzie
Pour les articles homonymes, voir McKenzie.
 (mars 2022).
La mise en forme du texte ne suit pas les recommandations de Wikipédia : il faut le « wikifier ».
Les points d'amélioration suivants sont les cas les plus fréquents :
- Les titres sont pré-formatés par le logiciel. Ils ne sont ni en capitales, ni en gras.
- Le texte ne doit pas être écrit en capitales (les noms de famille non plus), ni en gras, ni en italique, ni en « petit »…
- Le gras n'est utilisé que pour surligner le titre de l'article dans l'introduction, une seule fois.
- L'italique est rarement utilisé : mots en langue étrangère, titres d'œuvres, noms de bateaux, etc.
- Les citations ne sont pas en italique mais en corps de texte normal. Elles sont entourées par des guillemets français : « et ».
- Les listes à puces sont à éviter, des paragraphes rédigés étant largement préférés. Les tableaux sont à réserver à la présentation de données structurées (résultats, etc.).
- Les appels de note de bas de page (petits chiffres en exposant, introduits par l'outil «  Source ») sont à placer entre la fin de phrase et le point final[comme ça].
- Les liens internes (vers d'autres articles de Wikipédia) sont à choisir avec parcimonie. Créez des liens vers des articles approfondissant le sujet. Les termes génériques sans rapport avec le sujet sont à éviter, ainsi que les répétitions de liens vers un même terme.
- Les liens externes sont à placer uniquement dans une section « Liens externes », à la fin de l'article. Ces liens sont à choisir avec parcimonie suivant les règles définies. Si un lien sert de source à l'article, son insertion dans le texte est à faire par les notes de bas de page.
- La présentation des références doit suivre les conventions bibliographiques. Il est recommandé d'utiliser les modèles {{Ouvrage}}, {{Chapitre}}, {{Article}}, {{Lien web}} et/ou {{Bibliographie}}. Le mode d'édition visuel peut mettre en forme automatiquement les références.
- Insérer une infobox (cadre d'informations à droite) n'est pas obligatoire pour parachever la mise en page.

Pour une aide détaillée, merci de consulter Aide:Wikification.
Si vous pensez que ces points ont été résolus, vous pouvez retirer ce bandeau et améliorer la mise en forme d'un autre article.
 (mars 2022).
Si vous disposez d'ouvrages ou d'articles de référence ou si vous connaissez des sites web de qualité traitant du thème abordé ici, merci de compléter l'article en donnant les références utiles à sa vérifiabilité et en les liant à la section « Notes et références ».
Lucy McKenzie (née en 1977 à Glasgow) est une artiste britannique basée à Bruxelles.

## Biographie
Née à Glasgow, en Écosse, McKenzie a étudié pour son BA au Duncan of Jordanstone College of Art and Design à Dundee de 1995 à 1999 et à Karlsruhe Kunstakademie en Allemagne en 1998.
McKenzie s'est fait connaître pour la première fois lorsqu'elle a remporté le prix EAST à EASTinternational en 1999, sélectionné par Peter Doig et Roy Arden. Depuis, elle a montré des œuvres dans de nombreuses expositions, telles que The Dictatorship of the Viewer à la Biennale de Venise, Becks Futures 2000 à Londres, Manchester et Glasgow et Happy Outsiders à la Zacheta Gallery de Varsovie. Elle a exposé internationalement dans des galeries et des musées, dont la Tate Britain à Londres, la Kunsthalle Basel en Suisse et le Walker Art Center à Minneapolis.
En 2013, McKenzie a exposé à la Tate Britain dans Painting Now: Five Contemporary Artists.
L'Art Institute of Chicago a présenté McKenzie en 2014 dans une exposition intitulée focus: Lucy McKenzie.
La septième saison de The Artist's Institute du Hunter College de New York a été consacrée à Lucy McKenzie, du 20 septembre 2013 au 2 février 2014, la décrivant comme une artiste qui « réalise des œuvres tirées du lieu artistique des villes et des cercles sociaux qu'elle habite. Les premières peintures se sont approprié le langage des peintures murales écossaises des années 1970, tandis que des projets plus récents ont reconstruit des intérieurs domestiques archétypaux en employant des techniques de faux finis. McKenzie a également fondé une maison de disques, un bar, une ligne de mode et expérimente actuellement le domaine de polar. »
Elle a été professeure invitée à la Kunstakademie Düsseldorf 2011-2013.

## Expositions
- "Projects 88: Lucy McKenzie" Museum of Modern Art, New York, 10 septembre-1er décembre 2008
- "Lucy McKenzie" Museum Ludwig, Cologne, Allemagne, 14 mars-25 juillet 2009

## Publications
- Neil Mulholland, "Rêves d'une fille provinciale", PARKETT 76, 2006
- Isabelle Graw, « Sur la route de la retraite : une entrevue avec Lucy McKenzie », PARKETT 76, 2006
- Bennett Simpson, "Lucy McKenzie, elle-même", PARKETT 76, 2006